# Alssundgymnasiet Sønderborg
 Der er for få eller ingen kildehenvisninger i denne artikel, hvilket er et problem. Du kan hjælpe ved at angive troværdige kilder til de påstande, som fremføres i artiklen.

Alssundgymnasiet Sønderborg (forkortet AGS), er et af Sønderborgs to almene gymnasier, og havde pr. 2023 ca. 350 elever og 35 lærere. Gymnasiet skiftede med kommunalreformen i 2007 navn fra Amtsgymnasiet i Sønderborg. 
Gymnasiet blev etableret i 1977. Den nuværende skolebygning er fra 1979-1980, tegnet af A5 Tegnestuen, og består af fire huse og en kantineafdeling bundet sammen af en stor glasoverdækket gade. Byggeriet blev i 1985 belønnet med Betonelementprisen. I 2001 blev bygningen udvidet ved og Cubo Arkitekter.
Der er idrætssal, hal med internationale mål, og arealer til udendørs idrætsundervisning. På skolens tag er der et astronomisk observatorium med en avanceret kikkert og astronomiudstyr. Observatoriet er tilknyttet et mindre auditorium, hvor kikkertens billeder kan fremvises på storskærm.
Skolens gamle pedelbolig er indrettet til øvelokaler for musikelever.

## Antal studieretninger i 2023
- 2 naturvidenskabelige
- 2 samfundsvidenskabelige
- 1 Musik
- 1 Idræt